# Courchevel 1850
Courchevel 1850 of kortweg Courchevel is een skidorp in het Franse wintersportgebied Courchevel, deel van Les 3 Vallées. Het bevindt zich op het grondgebied van de gemeente Courchevel in het departement Savoie. De andere dorpen in het skigebied zijn Saint-Bon-Tarentaise, Courchevel Le Praz (vroeger Courchevel 1300), Courchevel Village (vroeger Courchevel 1550) en Courchevel Moriond (vroeger Courchevel 1650).
Courchevel is het hoogstgelegen dorp van het gelijknamige skigebied en ligt ongeveer op de boomgrens. Het centrum ligt op zo'n 1750 meter – de naam Courchevel 1850 werd gekozen om te concurreren met Val d'Isère – maar latere uitbreidingen in de wijken Jardin Alpin en Bellecôte gaan tot een hoogte van 1900 meter.
In 1999 telde het dorp 629 permanente bewoners, een derde van de volledige bevolking van de toenmalige gemeente Saint-Bon-Tarentaise.